# Lista de autoestradas interestaduais com sufixo dos Estados Unidos
Nos Estados Unidos, há atualmente sete rotas no Sistema Interestadual de Autoestradas que são assinadas com sufixos de letras no número da rota. A Interstate 35 (I-35) divide-se em I-35E e I-35W no Metroplex de Dallas-Fort Worth, no Texas, e também se divide em I-35E e I-35W na Região Metropolitana de Minneapolis–St. Paul em Minnesota. Outras interestaduais com sufixo incluem a I-69C, a I-69E e a I-69W no sul do Texas e a I-480N em Ohio, que é designada como tal nos marcadores de milhas, mas não é sinalizada. O estado de Maryland tem várias designações de interestaduais sufixadas não sinalizadas que são designadas pela Administaração Estadual de Autoestradas de Maryland, e não pela Administração Federal de Autoestradas (FHWA).
Havia muito mais interestaduais com sufixo, pois as interestaduais de três dígitos só foram designadas depois que todas as rotas principais receberam números. A maioria delas eram ramais; a rota com sufixo não retornava à sua matriz. Em 1980, a Associação Americana de Autoridades Estaduais de Rodovias e Transportes (AASHTO) aboliu a maioria dos sufixos devido à confusão, renumerando-os como interestaduais de três dígitos. Por exemplo, a I-15E na Califórnia se tornou a I-215.

## Lista
| Numeração  | Comprimento (mi) | Comprimento (km) | Termino sul / oeste | Termino norte / leste | Criado em | Removido em | Notas |
| ---------- | ---------------- | ---------------- | --- | --- | --------- | ----------- | --- |
| I-5W       | —                | —                | I-5 em Tracy, CA | I-5 em Dunnigan,CA | —         | —           | Substituída pela I-580, I-80 e I-505 |
| I-5E       | —                | —                | I-5 em Tracy, CA | I-5 em Dunnigan,CA | 1958      | 1982        | Substituída pela I-5 |
| I-15E      | —                | —                | I-15 em Temecula, CA | I-15 em Devore, CA | 1973      | 1982        | Renumerada de I-215 em 1973 e de volta para I-215 em 1982 |
| I-15W      | —                | —                | I-15 em Murrieta, CA | I-15 em San Bernardino, CA | 1957      | —           | Tornou-se I-15 em 1957 |
| I-15W      | —                | —                | I-80N em Rupert, ID | I-15 em Pocatello, ID | 1958      | 1980        | Tornou-se I-86 em 1980; também foi planejada como I-82N |
| I-24W      | —                | —                | I-55 em Hayti, MO | I-40 em Jackson, TN | —         | 1964        | Não se conectava à I-24; foi renumerada para I-155 |
| I-35W      | 85,20            | 137,12           | I-35 em Hillsboro, TX | I-35 em Denton, TX | 1959      | Atualidade  | |
| I-35E      | 96,76            | 155,72           | I-35 em Hillsboro, TX | I-35 em Denton, TX | 1959      | Atualidade  | |
| I-35W      | —                | —                | I-35 em Wichita, KS | I-70 em Salina, KS | —         | 1976        | Renumerada I-135 |
| I-35W      | 41,78            | 67,24            | I-35 em Burnsville, MN | I-35 em Forest Lake, MN | —         | Atualidade  | |
| I-35E      | 39,34            | 63,31            | I-35 em Burnsville, MN | I-35 em Forest Lake, MN | —         | Atualidade  | |
| I-59B      | —                | —                | Desvio para a I-59 em torno de Birmingham, AL | Desvio para a I-59 em torno de Birmingham, AL                                                                                               | —         | —           | Renumerada I-459 |
| I-69W      | 1,43             | 2,30             | Fed. 85D na fronteira com o México na World Trade International Bridge em Laredo, TX                                                                             | I-35 / US 83 / US 59 / Loop 20 em Laredo, TX                                                                                                | 2014      | Atualidade  | |
| I-69C      | 18,02            | 29,00            | I-2 / US 83 / US 281 em Pharr, TX | US 281 / FM 490 em Edinburg, TX | 2013      | Atualidade  | |
| I-69E      | 81,00            | 130,36           | Seção do Leste do Vale do Rio Grande: US 77 / US 83 / University Boulevard em Brownsville, TX Seção da Área de Corpus Christi: US 77 / FM 1356 em Kingsville, TX | Seção do Leste do Vale do Rio Grande: US 77 próximo de Raymondville, TX Seção da Área de Corpus Christi: I-37 / US 77 em Corpus Christi, TX | 2011      | Atualidade  | |
| I-70S      | —                | —                | I-70 em Washington, PA | I-70 / I-80S em New Stanton, PA | 1958      | 1964        | Tornou-se parte da I-70 e a antiga I-70 tornou-se parte da I-79 e da I-76 |
| I-70N      | —                | —                | I-70 em Frederick, MD | I-83 / I-95 em Baltimore, MD | 1958      | 1973        | Tornou-se a I-70 |
| I-70S      | —                | —                | I-70 em Frederick, MD | I-66 / I-95 em Washington, D.C. | 1958      | 1973        | Tornou-se parte da I-70 e a antiga I-70 tornou-se parte da I-79 e da I-76 |
| I-75E      | —                | —                | Desvio para a I-75 em torno de Tampa-St. Petersburg, FL | Desvio para a I-75 em torno de Tampa-St. Petersburg, FL                                                                                     | —         | 1973        | Tornou-se -70 |
| I-80N      | —                | —                | I-5 em Portland, OR | I-80 em Echo, UT | 1958      | 1980        | Tornou-se I-270 |
| I-80S      | —                | —                | I-25 / I-70 em Denver, CO | I-80 em Big Springs, NE | 1958      | 1980        | Tornou-se I-76 |
| I-80N      | —                | —                | I-80 em Neola, IA | I-29 em Loveland, IA | —         | 1973        | Tornou-se parte da I-680 e, em seguida, da I-880 após a divisão da I-680 |
| I-80N      | —                | —                | I-80 / I-90 no Condado de Lorain, OH | I-80S / SR 5 em Município de Braceville, OH                                                                                                 | 1960      | 1962        | Redesignada como I-80 |
| I-80S      | —                | —                | I-80 em Youngstown, OH | I-295 em Camden, NJ | —         | 1970        | Estendida para o oeste até Lodi, OH, em 1962, sobre a antiga I-80; a extremidade leste foi truncada até Monroeville, PA, e a parte a leste de Monroeville passou a ser denominada I-76 em 1964; o restante tornou-se parte da I-76 |
| I-81S      | —                | —                | I-81 em Scranton, PA | I-80 em Crescent Lake | —         | 1964        | Antiga I-82, tornou-se I-81E (atualmente I-380) |
| I-81E      | —                | —                | I-81 em Scranton, PA | I-80 em Scotrun, PA | 1964      | 1973        | Antiga I-81S, tornou-se I-380 |
| I-82S      | —                | —                | Burley, ID | Tremonton, UT | 1957      | —           | Tornou-se I-84 |
| I-82N      | —                | —                | Burley, ID | Pocatello, ID | 1957      | —           | Tornou-se I-86 |
| I-90N      | —                | —                | Buffalo, NY | Fronteira com o Canadá em Lewiston, NY | 1957      | 1959        | Designação original da I-190 em Nova Iorque, renomeada I-190 |
| I-94N      | —                | —                | Muskegon, MI | I-94 em Grand Rapids, MI | 1957      | 1959        | Tornou-se I-196 em 1959 e depois I-96 em 1964 |
| I-95E      | —                | —                | East Providence, RI | - | 1957      | 1959        | Renumerada I-195 |
| I-180N     | —                | —                | I-80N | Boise, ID | —         | 1980        | Essa foi a única interestadual de três dígitos com sufixo (até a I-480N em Ohio ser designada); todos os outros ramais de rotas com sufixo não tinham sufixo; tornou-se a I-184                                                    |
| I-270 Spur | 2,10             | 3,38             | I-270 em Bethesda, MD | I-495 em Bethesda, MD | 1975      | Atualidade  | Assinado como I-270 Spur; designado internamente pela MDSHA como I-270Y |
| I-480N     | 1,99             | 3,20             | I-480 em Maple Heights, OH | US 422 em Warrensville Heights, OH | 1974      | Atualidade  | Sinalizada como I-480 nas placas de orientação e nos marcadores de reafirmação, sinalizada como I-480N nos marcadores de milhas |
| I-495X     | 1,50             | 2,41             | I-495 em Bethesda, MD | Clara Barton Parkway em Cabin John, MD | 1964      | Atualidade  | Também conhecida como Cabin John Parkway; designada internamente pela MDSHA como I-495X; não sinalizada; caminhões não são permitidos em toda a extensão da rodovia                                                                |
| I-895A     | 0,71             | 1,14             | I-895B em Brooklyn Park, MD | I-97 em Ferndale, MD | 1964      | Atualidade  | Não assinado. Designado internamente pela MDSHA como I-895A |
| I-895B     | 2,67             | 4,30             | I-895 em Brooklyn Park, MD | Governor Ritchie Highway em Glen Burnie, MD                                                                                                 | 1964      | Atualidade  | Não assinado. Designado internamente pela MDSHA como I-895B |